# Championnats du monde de course d'orientation 2006
Navigation
Édition précédente Édition suivante
Les championnats du monde de course d'orientation 2006, vingt-troisième édition des championnats du monde de course d'orientation, ont lieu du 1er au 5 août 2006 à Aarhus, au Danemark.

## Podiums
Femmes
| Épreuves                | Or                                                  | Argent                                                         | Bronze                                                        |
| ----------------------- | --------------------------------------------------- | -------------------------------------------------------------- | ------------------------------------------------------------- |
| Femmes Sprint           | Hanny Allston (AUS)                                 | Simone Niggli-Luder (SUI)                                      | Kajsa Nilsson (SWE)                                           |
| Femmes Moyenne distance | Simone Niggli-Luder (SUI)                           | Marianne Andersen (NOR)                                        | Tatiana Ryabkina (RUS)                                        |
| Femmes Longue distance  | Simone Niggli-Luder (SUI)                           | Marianne Andersen (NOR)                                        | Dana Brozková (CZE)                                           |
| Femmes Relais           | Finlande Paula Haapakoski Heli Jukkola Minna Kauppi | Suède Jenny Johansson Kajsa Nilsson Karolina Arewång-Höjsgaard | Suisse Martina Fritschy Vroni König-Salmi Simone Niggli-Luder |

Hommes
| Épreuves                | Or                                                  | Argent                                           | Bronze                                                |
| ----------------------- | --------------------------------------------------- | ------------------------------------------------ | ----------------------------------------------------- |
| Hommes Sprint           | Emil Wingstedt (SWE)                                | Daniel Hubmann (SUI)                             | Claus Bloch (DEN)                                     |
| Hommes Moyenne distance | Holger Hott Johansen (NOR)                          | Jarkko Huovila (FIN)                             | Jamie Stevenson (GBR)                                 |
| Hommes Longue distance  | Jani Lakanen (FIN)                                  | Marc Lauenstein (SUI)                            | Andrey Khramov (RUS)                                  |
| Hommes Relais           | Russie Roman Efimov Andrey Khramov Valentin Novikov | Finlande Mats Haldin Jarkko Huovila Jani Lakanen | Suède Niclas Jonasson Emil Wingstedt Mattias Karlsson |

## Tableau des médailles
- Pays organisateur

| Rang  | Nation          | Or | Argent | Bronze | Total |
| ----- | --------------- | -- | ------ | ------ | ----- |
| 1     | Suisse          | 2  | 3      | 1      | 6     |
| 2     | Finlande        | 2  | 2      | 0      | 4     |
| 3     | Norvège         | 1  | 2      | 0      | 3     |
| 4     | Suède           | 1  | 1      | 2      | 4     |
| 5     | Russie          | 1  | 0      | 2      | 3     |
| 6     | Australie       | 1  | 0      | 0      | 1     |
| 7     | Danemark        | 0  | 0      | 1      | 1     |
| 7     | Grande-Bretagne | 0  | 0      | 1      | 1     |
| 7     | Tchéquie        | 0  | 0      | 1      | 1     |
| Total | Total           | 8  | 8      | 8      | 24    |